# Saison 3 de Star Butterfly
Chronologie
Saison 2 Saison 4
Cet article recense la liste des épisodes de la troisième saison de la série d'animation américaine Star Butterfly diffusée du 15 juillet 2017 au 7 avril 2018 sur Disney XD.

## Épisodes
| No. de série                                | No. de saison | Titres                                                            | Réalisation                                                    | Scénario                                                                                                 | Première diffusion | Première diffusion |
| ------------------------------------------- | ------------- | ----------------------------------------------------------------- | -------------------------------------------------------------- | --- | ------------------ | ------------------ |
| 36a                                         | 1a            | Retour sur Miouni The Battle for Mewni : Return to Mewni          | Dominic Bisignano & Aaron Hammersley                           | Dominic Bisignano, Aaron Hammersley, Zach Marcus, & Cassie Zwart                                         | 15 juillet 2017    |                    |
|                                             |               |                                                                   |                                                                | |                    |                    |
| 36b                                         | 1b            | Moon la Téméraire The Battle for Mewni : Moon the Undaunted       | Dominic Bisignano, Aaron Hammersley & Giancarlo Volpe (en)     | Dominic Bisignano, Sage Cotugno, Kristen Gish, & Aaron Hammersley                                        | 15 juillet 2017    |                    |
| - Invitée : Esmé Bianco (Eclipsa)           |               |                                                                   |                                                                | |                    |                    |
| 37a                                         | 2a            | Ludo n'a pas voix au chapitre The Battle for Mewni : Book Be Gone | Brett Varon                                                    | Madeleine Flores, Brett Varon, & Nicolette Wood                                                          | 15 juillet 2017    |                    |
|                                             |               |                                                                   |                                                                | |                    |                    |
| 37b                                         | 2b            | Marco et le Roi The Battle for Mewni : Marco and the King         | Dominic Bisignano & Aaron Hammersley                           | Dominic Bisignano, Jushtin Lee, & Amelia Lorenz                                                          | 15 juillet 2017    |                    |
|                                             |               |                                                                   |                                                                | |                    |                    |
| 38a                                         | 3a            | Battre en retraite The Battle for Mewni : Puddle Defender         | Tyler Chen & Giancarlo Volpe                                   | Tyler Chen, Gina Gress, & Sarah Oleksyk                                                                  | 15 juillet 2017    |                    |
|                                             |               |                                                                   |                                                                | |                    |                    |
| 38b                                         | 3b            | Le Roi Ludo The Battle for Mewni : King Ludo                      | Brett Varon                                                    | Casey Crowe, Evon Freeman, & Brett Varon                                                                 | 15 juillet 2017    |                    |
|                                             |               |                                                                   |                                                                | |                    |                    |
| 39                                          | 4             | Résistance The Battle for Mewni : Toffee                          | Dominic Bisignano, Tyler Chen & Aaron Hammersley               | Dominic Bisignano, Tyler Chen, Sage Cotugno, Kristen Gish, Aaron Hammersley, Zach Marcus, & Cassie Zwart | 15 juillet 2017    |                    |
|                                             |               |                                                                   |                                                                | |                    |                    |
| 40a                                         | 5a            | Une odeur familière Scent of a Hoodie                             | Brett Varon                                                    | Madeleine Flores, Brett Varon, & Nicolette Wood                                                          | 6 novembre 2017    |                    |
|                                             |               |                                                                   |                                                                | |                    |                    |
| 40b                                         | 5b            | Le Fantôme de Glossaryck Rest in Pudding                          | Dominic Bisignano & Aaron Hammersley                           | Dominic Bisignano, Jushtin Lee, Amelia Lorenz, & Kenny Pittenger                                         | 6 novembre 2017    |                    |
|                                             |               |                                                                   |                                                                | |                    |                    |
| 41a                                         | 6a            | Duel de danse Club Snubbed                                        | Tyler Chen                                                     | Tyler Chen, Gina Gress, & Sarah Oleksyk                                                                  | 7 novembre 2017    |                    |
|                                             |               |                                                                   |                                                                | |                    |                    |
| 41b                                         | 6b            | Une dangereuse rencontre Stranger Danger                          | Brett Varon                                                    | Casey Crowe & Charlotte Jackson                                                                          | 7 novembre 2017    |                    |
|                                             |               |                                                                   |                                                                | |                    |                    |
| 42a                                         | 7a            | Chasseur de démons Demoncism                                      | Brett Varon                                                    | Zach Marcus, Kenny Pittenger, & Cassie Zwart                                                             | 8 novembre 2017    |                    |
| - Invité : Ralph Ineson (Chasseur de démon) |               |                                                                   |                                                                | |                    |                    |
| 42b                                         | 7b            | Nostalgie de Miouni Sophomore Slump                               | Tyler Chen                                                     | Tyler Chen, Sage Cotugno, & Kristen Gish                                                                 | 8 novembre 2017    |                    |
|                                             |               |                                                                   |                                                                | |                    |                    |
| 43a                                         | 8a            | L'écuyer du chevalier de la laverie Lint Catcher                  | Brett Varon                                                    | Madeleine Flores, Brett Varon, & Nicolette Wood                                                          | 9 novembre 2017    |                    |
|                                             |               |                                                                   |                                                                | |                    |                    |
| 43b                                         | 8b            | Esprit de compétition Trial by Square                             | Dominic Bisignano & Aaron Hammersley                           | Jushtin Lee, Amelia Lorenz, & Kenny Pittenger                                                            | 9 novembre 2017    |                    |
|                                             |               |                                                                   |                                                                | |                    |                    |
| 44a                                         | 9a            | Princesse Turdina Princess Turdina                                | Tyler Chen                                                     | Tyler Chen, Gina Gress, & Sarah Oleksyk                                                                  | 13 novembre 2017   |                    |
|                                             |               |                                                                   |                                                                | |                    |                    |
| 44b                                         | 9b            | L'Experte en monstres Starfari                                    | Brett Varon                                                    | Casey Crowe & Charlotte Jackson                                                                          | 13 novembre 2017   |                    |
|                                             |               |                                                                   |                                                                | |                    |                    |
| 45a                                         | 10a           | Les beaux rêves Sweet Dreams                                      | Tyler Chen & Aaron Hammersley                                  | Sage Cotugno & Amelia Lorenz                                                                             | 14 novembre 2017   |                    |
|                                             |               |                                                                   |                                                                | |                    |                    |
| 45b                                         | 10b           | La plage du Monde Souterrain Lava Lake Beach                      | Dominic Bisignano & Aaron Hammersley                           | Zach Marcus, Kenny Pittenger, & Cassie Zwart                                                             | 14 novembre 2017   |                    |
|                                             |               |                                                                   |                                                                | |                    |                    |
| 46a                                         | 11a           | La pétition de l'amitié Death Peck                                | Brett Varon                                                    | Madeleine Flores, Kenny Pittenger, Brett Varon, & Nicolette Wood                                         | 15 novembre 2017   |                    |
|                                             |               |                                                                   |                                                                | |                    |                    |
| 46b                                         | 11b           | Le complot des sœurs Licornes Ponymonium                          | Dominic Bisignano & Aaron Hammersley                           | Dominic Bisignano, Kristen Gish, Jushtin Lee, & Kenny Pittenger                                          | 15 novembre 2017   |                    |
|                                             |               |                                                                   |                                                                | |                    |                    |
| 47a                                         | 12a           | Double vie Night Life                                             | Tyler Chen                                                     | Tyler Chen, Gina Gress, & Sarah Oleksyk                                                                  | 16 novembre 2017   |                    |
|                                             |               |                                                                   |                                                                | |                    |                    |
| 47b                                         | 12b           | Star sous hypnose Deep Dive                                       | Brett Varon                                                    | Dominic Bisignano, Casey Crowe, Aaron Hammersley, Charlotte Jackson, Kenny Pittenger, & Brett Varon      | 16 novembre 2017   |                    |
|                                             |               |                                                                   |                                                                | |                    |                    |
| 48                                          | 13            | Une fête monstrueuse Monster Bash                                 | Dominic Bisignano, Tyler Chen, & Aaron Hammersley              | Dominic Bisignano, Tyler Chen, Sage Cotugno, Amelia Lorenz, Zach Marcus, & Cassie Zwart                  | 16 novembre 2017   |                    |
|                                             |               |                                                                   |                                                                | |                    |                    |
| 49a                                         | 14a           | La fête de la souche Stump Day                                    | Tyler Chen                                                     | Tyler Chen, Gina Gress, & Sarah Oleksyk                                                                  | 2 décembre 2017    |                    |
|                                             |               |                                                                   |                                                                | |                    |                    |
| 49b                                         | 14b           | L’œil qui voit tout Holiday Spellcial                             | Brett Varon                                                    | Casey Crowe & Charlotte Jackson                                                                          | 2 décembre 2017    |                    |
|                                             |               |                                                                   |                                                                | |                    |                    |
| 50a                                         | 15a           | Le monstre du marais Boggabah The Bogbeast of Boggabah            | Brett Varon                                                    | Madeleine Flores, Aaron Hammersley, Brett Varon, & Nicolette Wood                                        | 3 mars 2018        |                    |
|                                             |               |                                                                   |                                                                | |                    |                    |
| 50b                                         | 15b           | Secret défense Total Eclipsa the Moon                             | Dominic Bisignano & Aaron Hammersley                           | Dominic Bisignano, Kristen Gish, Jushtin Lee, & Kenny Pittenger                                          | 3 mars 2018        |                    |
|                                             |               |                                                                   |                                                                | |                    |                    |
| 51a                                         | 16a           | Le procès par boîte Butterfly Trap                                | Sage Cotugno                                                   | Sage Cotugno & Amelia Lorenz                                                                             | 10 mars 2018       |                    |
|                                             |               |                                                                   |                                                                | |                    |                    |
| 51b                                         | 16b           | Recherche Ludo désespérément Ludo, Where Art Thou ?               | Sage Cotugno                                                   | Sage Cotugno & Amelia Lorenz                                                                             | 10 mars 2018       |                    |
|                                             |               |                                                                   |                                                                | |                    |                    |
| 52a                                         | 17a           | Le départ de Krapotoro Is Another Mystery                         | Brett Varon                                                    | Madeleine Flores, Brett Varon, & Nicolette Wood                                                          | 17 mars 2018       | 8 juillet 2019     |
|                                             |               |                                                                   |                                                                | |                    |                    |
| 52b                                         | 17b           | Marco Junior Marco Jr.                                            | Brett Varon                                                    | Casey Crowe & Charlotte Jackson                                                                          | 17 mars 2018       | 8 juillet 2019     |
| - Invité : David Krumholtz (Cobalt Ferrero) |               |                                                                   |                                                                | |                    |                    |
| 53a                                         | 18a           | Le retour de Tête de Licorne Skooled!                             | Dominic Bisignano & Aaron Hammersley                           | Dominic Bisignano, Kristen Gish, Aaron Hammersley, Jushtin Lee, & Kenny Pittenger                        | 24 mars 2018       | 9 juillet 2019     |
|                                             |               |                                                                   |                                                                | |                    |                    |
| 53b                                         | 18b           | La cabine à photos Booth Buddies                                  | Tyler Chen                                                     | Dominic Bisignano, Tyler Chen, Gina Gress, Aaron Hammersley, & Sarah Oleksyk                             | 24 mars 2018       | 9 juillet 2019     |
| - Invité : Alex Hirsch (Ben Fotino)         |               |                                                                   |                                                                | |                    |                    |
| 54a                                         | 19a           | La force de se battre Bam Ui Pati!                                | Brett Varon                                                    | Dominic Bisignano, Madeleine Flores, Aaron Hammersley, Brett Varon & Nicolette Wood                      | 31 mars 2018       | 10 juillet 2019    |
|                                             |               |                                                                   |                                                                | |                    |                    |
| 54b                                         | 19b           | De la haine à l'amour Tough Love                                  | Dominic Bisignano & Aaron Hammersley                           | Dominic Bisignano, Kristen Gish, Aaron Hammersley, Jushtin Lee, & Kenny Pittenger                        | 31 mars 2018       | 10 juillet 2019    |
|                                             |               |                                                                   |                                                                | |                    |                    |
| 55                                          | 20            | Diviser pour mieux régner Divide                                  | Dominic Bisignano, Aaron Hammersley, & Brett Varon             | Dominic Bisignano, Gina Gress, Aaron Hammersley, Zach Marcus, Sarah Oleksyk, Brett Varon, & Cassie Zwart | 7 avril 2018       | 11 juillet 2019    |
|                                             |               |                                                                   |                                                                | |                    |                    |
| 56                                          | 21            | La rage de vaincre Conquer                                        | Dominic Bisignano, Tyler Chen, Aaron Hammersley, & Brett Varon | Tyler Chen, Sage Cotugno, Casey Crowe, Aaron Hammersley, Charlotte Jackson, & Amelia Lorenz              | 7 avril 2018       | 12 juillet 2019    |
|                                             |               |                                                                   |                                                                | |                    |                    |